# Aleesha Young
Aleesha Young (Salt Lake City, Utah; 10 de noviembre de 1982) es una culturista profesional, modelo de glamour y creadora de contenido para adultos estadounidense.

## Primeros años
Young procede de una familia de deportistas. Su padre era un competidor de culturismo retirado, su hermano jugaba al fútbol americano y al hockey sobre hielo, mientras que su hermana también era profesional del hockey sobre hielo. La propia Young se entrenó primero en softball, animación, baloncesto y fútbol, y sólo a los 15 años empezó a practicar culturismo, junto a su padre.

## Carrera de culturista
Comenzó a presentarse a torneos de culturismo en 2008, con 23 años. Alicia ganó el Campeonato NPC de los Estados Unidos en 2014, pasando después a convertirse en profesional. Subir de peso nunca ha sido un problema para ella. La circunferencia de su brazo era de más de 18 pulgadas (45,7 cm), algo inaudito para una mujer de baja estatura, y sus cuádriceps medían más de 28 pulgadas (71 cm). Alisha prestó especial atención al entrenamiento de los tríceps, considerándolos el principal grupo muscular de una mujer fisicoculturista.
Es por eso que sus manos se veían bastante voluminosas y equilibradas en su desarrollo. Los entrenaba dos veces por semana, una vez en el gimnasio, la segunda vez en casa, realizando ejercicios sencillos con el peso de su propio cuerpo: flexiones desde el suelo con una posición estrecha de los brazos y flexiones de espalda del soporte.
Como atleta profesional, rápidamente aprovechó las competencias profesionales organizadas por Jake Wood y Wings of Strength y firmó una serie de contratos con fabricantes de nutrición deportiva. En 2019, obtuvo el primer lugar en el WOS Chicago Pro Championships, luego de lo cual apuntó al Rising Phoenix World Championships, donde acabó en décima y en cuarta posición respectivamente, en las ediciones de 2019 y 2020.

### Historial competitivo
- 2008 - NPC National Bodybuilding & Figure Championships – 15.º puesto
- 2009 - NPC USA Bodybuilding & Figure Championships – 7.º puesto
- 2011 - NPC USA Championships – 8.º puesto
- 2014 - NPC USA Championships – 1.º puesto[2]
- 2014 - IFBB Wings of Strength PBW Tampa Pro – 9.º puesto
- 2015 - IFBB Wings of Strength PBW Tampa Pro – 9.º puesto
- 2015 - IFBB WOS Rising Phoenix World Championships – 6.º puesto
- 2017 - IFBB WOS Rising Phoenix World Championships – 6.º puesto
- 2019 - IFBB Chicago Pro Championships - 1.º puesto[3]
- 2019 - IFBB WOS Rising Phoenix World Championships - 10.º puesto
- 2020 - IFBB WOS Rising Phoenix World Championships - 4.º puesto

## Vida personal
Young vive cerca de su ciudad natal, Salt Lake City. Está divorciada y tiene una hija, de nombre Olivia.

## Carrera fuera del culturismo
Al margen de su carrera como culturista, Young también se ha proyectado como modelo de glamour, así como creadora de contenido para adultos y modelo de cámara web, con espacios abiertos en Onlyfans.